# Kleeblattkreuz
Das Kleeblattkreuz, in Varianten auch Lazaruskreuz, Brabanterkreuz und Wiederkreuz, ist ein Kreuz, dessen Enden mit dem Kleeblatt verziert sind.

## Die Grundform
Das Kleeblattkreuz wird auch Kleekreuz genannt. Von den 3 Kreissegmenten abgeleitet, ist der Ausdruck Dreiblattkreuz ebenfalls geläufig (Trifoile, der Dreipass).

## Varianten und Verwendungen
Es wird aus dem gemeinen (griechischen) Balkenkreuz oder einem Lateinischen Kreuz (Passions-, Hochkreuz) mit Kleeblatt besetzten Kreuzarm-Enden gebildet.
- Die christliche Bezeichnung ist Lazaruskreuz, es ist mit dem Sankt-Thomas-Kreuz verwandt und wird als Sterbekreuz in der katholischen Kirche verwendet.
- Mit gestieltem Klee nennt man es Brabanter Kreuz.
- Wird dieses Kreuz schräggelegt, so wird es zum Kleeblattschrägkreuz
- Das untere Ende kann variieren, so als Kleeblattspitzkreuz.
- Die Bezeichnung Lazaruskreuz findet sich auch für das Kleeblattkreuz aufgelöst als ein Nimbuskreuz im Perlenkranz.

Auch andere Arm-Enden als die Kugel (Perlen, Ballen u. a.) lassen sich zu dritt kleeblattförmig anordnen, so das Kleeblatttatzenkreuz

Lazaruskreuz, nimbiert
Lateinisches Kleeblattkreuz Dülmen
In Gold eine blaue Raute, belegt mit vier silbernen, dreiblättrigen Kleeblättern in Kreuzform: Wappen von Freiensteinau
Kleeblattkreuz im Wappen von Kissing
Kleeblattdoppelkreuz im Wappen von Mindelaltheim
Kleeblattkreuz in Neuzelle
Silberborn